# Rapala (djur)
Rapala är ett släkte av fjärilar. Rapala ingår i familjen juvelvingar.

## Bildgalleri

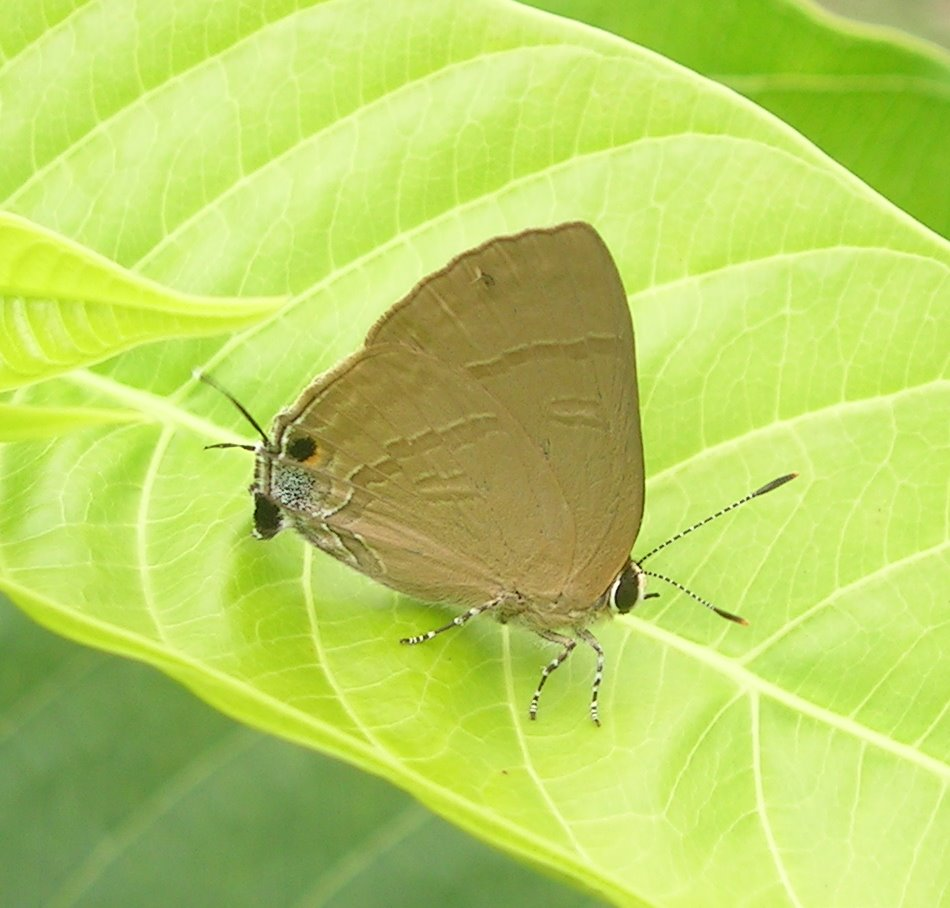

## Dottertaxa tillRapala, i alfabetisk ordning[1]
- Rapala abnormis
- Rapala abusina
- Rapala albapex
- Rapala alcetas
- Rapala alcetina
- Rapala ambasa
- Rapala arata
- Rapala arima
- Rapala ashinensis
- Rapala asikana
- Rapala aurelia
- Rapala bandatara
- Rapala bangkaiensis
- Rapala barthema
- Rapala batilina
- Rapala batilma
- Rapala baweanica
- Rapala beluta
- Rapala betuloides
- Rapala bonthainensis
- Rapala buxaria
- Rapala caerulea
- Rapala caerulescens
- Rapala catena
- Rapala catulus
- Rapala cismona
- Rapala colossus
- Rapala coreacola
- Rapala cowani
- Rapala cyrhestica
- Rapala damona
- Rapala dazatas
- Rapala dieneces
- Rapala dioetas
- Rapala domitia
- Rapala drasmos
- Rapala elcia
- Rapala enganica
- Rapala flemingi
- Rapala formosana
- Rapala francesca
- Rapala gebenia
- Rapala guevara
- Rapala guineensis
- Rapala hinomaru
- Rapala hirayamana
- Rapala horishana
- Rapala hypargyria
- Rapala iarbus
- Rapala ignota
- Rapala ingana
- Rapala intermedia
- Rapala irregularis
- Rapala koshunna
- Rapala kuraruna
- Rapala laima
- Rapala lazulina
- Rapala litunia
- Rapala lombokiana
- Rapala manea
- Rapala melida
- Rapala metajarbas
- Rapala mezetulus
- Rapala mushana
- Rapala nada
- Rapala nebulifer
- Rapala nemana
- Rapala nemorensis
- Rapala nicevillei
- Rapala noachis
- Rapala ocerta
- Rapala olivia
- Rapala paradoxa
- Rapala pheretima
- Rapala philippensis
- Rapala phrangida
- Rapala praxeas
- Rapala ranta
- Rapala refulgens
- Rapala renata
- Rapala repercussa
- Rapala rhoda
- Rapala rhodopis
- Rapala rhoecus
- Rapala ribbei
- Rapala rogersi
- Rapala rosacea
- Rapala rubicunda
- Rapala rubida
- Rapala sagata
- Rapala saha
- Rapala sakaia
- Rapala sankakuhonis
- Rapala sarata
- Rapala satelliticus
- Rapala schistacea
- Rapala scintilla
- Rapala shakojiana
- Rapala sphinx
- Rapala sthenas
- Rapala subguttata
- Rapala suffusa
- Rapala takasagonis
- Rapala tara
- Rapala testa
- Rapala tetsuzana
- Rapala tiomana
- Rapala toliensis
- Rapala tomokoae
- Rapala utimutis
- Rapala vajana
- Rapala valeria
- Rapala varuna
- Rapala xenophon
- Rapala zamona
- Rapala zulkarna
- Rapala zylda